# Concours international de musique de l'ARD
Pour les articles homonymes, voir ARD (homonymie).
Le Concours international de musique de l'ARD (en allemand : Internationaler Musikwettbewerb der ARD) est un concours international de musique classique qui se déroule chaque année à Munich (Allemagne) et est organisé par l'ARD (groupement public de neuf radiodiffuseurs régionaux allemands). 

## Présentation
Le Concours international de musique de l'ARD est l'un des plus prestigieux concours de musique classique au monde. Créé en 1952, il est dédié chaque année à quatre disciplines différentes. Organisé par les radios allemandes de l'ARD, il se déroule à Munich au mois de septembre. Parmi les lauréats figurent des artistes tels Jessye Norman, Francisco Araiza, Mitsuko Uchida, Thomas Quasthoff, Yuri Bashmet, Christian Tetzlaff, Sharon Kam, Heinz Holliger, Peter Sadlo (de) ou Maurice André,,.
Depuis 2001, la présence de la musique contemporaine au sein du concours a été renforcée au moyen de commandes réalisées auprès de compositeurs contemporains. En moyenne, chaque année, entre 400 et 600 jeunes musiciens se portent candidats pour participer au concours. À l'issue d'une épreuve préliminaire, quelque 200 concurrents de 35 à 40 pays sont retenus. Le 1er prix d'une discipline instrumentale reçoit 10 000 €, le 2e prix 7 500 € et le 3e prix 5 000 €,.

## Lauréats

### 2024
Pour 2024, :
- Chant :
  - 1er prix : Samueol Park (Corée du Sud) ;
  - 2e prix : Aurora Marthens (Finlande) ;
  - 3e prix : Mira Alkhovik (Russie).
- Hautbois :
  - 1er prix : Leonid Surkov (Russie) ;
  - 2e prix : Ilyes Boufadden-Adloff (France) ;
  - 3e prix : João Miguel Moreira da Silva (Portugal) et Omer-Itzhak Posti (Israël).
- Quintette à vent :
  - 1er prix : Alinde Quintet (Tchéquie) ;
  - 2e prix : Pacific Quintet (Allemagne/Honduras/Japon/Russie/Espagne) ;
  - 3e prix : Nevsky Wind Quintet (Russie) et SenArts Wind Quintet (Espagne).
- Violoncelle :
  - 1er prix : Maria Zaitseva (Russie) ;
  - 2e prix : Krzysztof Michalski (Pologne) ;
  - 3e prix : Alexander Warenberg (Pays-Bas).

### 2023
Pour 2023, :
- Alto :
  - 1er prix : Haesue Lee (Corée du Sud) ;
  - 2e prix : non attribué ;
  - 3e prix : Takehiro Konoe (Japon) et Ionel Ungureanu (Allemagne).
- Contrebasse :
  - 1er prix : Gabriel Polinsky (États-Unis) ;
  - 2e prix : Hongyiu Thomas Lai (Hong Kong) ;
  - 3e prix : José Trigo (Portugal).
- Harpe :
  - 1er prix : Tjasha Gafner (Suisse) ;
  - 2e prix : Alexandra Bidi (France) et Lea Maria Löffler (Allemagne).
- Trio avec piano :
  - 1er prix : Trio Orelon (Allemagne) ;
  - 2e prix :  Amelio Trio (Allemagne) ;
  - 3e prix : Trio Pantoum (France).

### 2022
Pour 2022 :
- Flûte :
  - 1er prix : Yubeen Kim (Corée du Sud) ;
  - 2e prix : Mario Bruno (Italie) ;
  - 3e prix : Leonie Virginia Bumüller (Allemagne).
- Trombone :
  - 1er prix : Kris Garfitt (Royaume-Uni) ;
  - 2e prix : Jonathon Ramsay (Australie) ;
  - 3e prix : Roberto de la Guía Martínez (Espagne).
- Quatuor à cordes :
  - 1er prix : Barbican Quartet (Bulgarie/Allemagne/Canada/Pays-Bas) ;
  - 2e prix : Quartet Integra (Japon) ;
  - 3e prix : Chaos String Quartet (Allemagne/Italie/Pays-Bas/Hongrie).
- Piano :
  - 1er prix : Lukas Sternath (Autriche) ;
  - 2e prix : Junhyung Kim (Corée du Sud) ;
  - 3e prix : Johannes Obermeier (Allemagne).

### 2021
Pour 2021, :
- Duo de piano :
  - 1er prix : Geister duo (France), prix Reger et prix de la meilleure interprétation d'une pièce de commande (œuvre de Vassos Nicolaou)[1] ;
  - 2e prix : Duo La Fiammata (Canada) et Melnikova-Morozova (Russie) ;
  - 3e prix : Piano Duo Sakamoto (Japon), prix du public.
- Cor :
  - 1er prix : Pascal Deuber (Suisse), prix du public ;
  - 2e prix : Yun Zeng (Chine) ;
  - 3e prix : Ivo Dudle (Suisse).
- Chant
  - 1er prix : Anastasiya Taratorkina (Allemagne/Russie), prix du public ;
  - 2e prix : non attribué ;
  - 3e prix : Jeongmeen Ahn (Corée du Sud), Julia Grüter (Allemagne) et Valerie Eickhoff (Allemagne).
- Violon :
  - 1er prix : Seiji Okamoto (Japon) ;
  - 2e prix : Dmitry Smirnov (Russie) ;
  - 3e prix : Alexandra Tirsu (Moldavie/Roumanie), prix du public.

### 2020
En raison de la pandémie de Covid-19, l'édition 2020 du concours est annulée et les disciplines prévues sont reportées à 2022.

### 2019
Pour l'année 2019, 68e édition du concours, :
- Violoncelle[16] :
  - 1er prix : Haruma Sato (Japon) ;
  - 2e prix : Friedrich Thiele (de) (Allemagne), prix du public et prix de la meilleure interprétation de Like Ella, œuvre commandée par le concours à Martin Smolka ;
  - 3e prix : Sihao He (Chine).
- Basson :
  - 1er prix : non attribué ;
  - 2e prix : Andrea Cellacchi (Italie) et Mathis Stier (Allemagne) ;
  - 3e prix : Theo Plath (de) (Allemagne).
- Clarinette[17] :
  - 1er prix : Joë Christophe (France), prix spécial pour la meilleure interprétation de l'oeuvre commandée pour la compétition, Three Pieces for Clarinet de Mark Simpson ;
  - 2e prix : Carlos Alexandre Brito Ferreira (Portugal) et Han Kim (Corée du Sud), prix du public ;
  - 3e prix : non attribué.
- Percussion[18] :
  - 1er prix : Kai Strobel (Allemagne), prix du public ;
  - 2e prix : Aurélien Gignoux (France/Suisse), prix spécial de la meilleure interprétation de la composition commandée par le concours (une pièce de Younghi Pagh-Paan) ;
  - 3e prix : Weiqi Bai (Chine).

### 2018
Pour l'année 2018, 67e édition du concours, :
- Chant
  - 1er prix : Natalya Boeva (de) (Russie)
  - 2e prix : Milan Siljanov (de) (Suisse)
  - 3e prix : Mingjie Lei (Chine) et Ylva Sofia Stenberg (Suède)
- Trompette
  - 1er prix : Selina Ott (de) (Autriche)
  - 2e prix : Célestin Guérin (France) et Mihály Könyves-Tóth (Hongrie)
  - 3e prix : non attribué
- Trio avec piano
  - 1er prix : Aoi Trio (Japon)
  - 2e prix : non attribué
  - 3e prix : Trio Marvin (Kazakhstan/Russie/Allemagne) et Lux Trio (Corée du Sud)
- Alto
  - 1er prix : Diyang Mei (Chine)
  - 2e prix : Yucheng Shi (Chine)
  - 3e prix : Takehiro Konoe (Japon)

### 2017
Pour l'année 2017, 66e édition du concours , :
- Violon
  - 1er prix : non attribué
  - 2e prix : Sarah Christian (Allemagne), prix du public, prix spécial du Münchener Kammerorchester, Henle-Urtextpreis, et Andrea Obiso (Italie), prix spécial pour la meilleure interprétation de l'œuvre imposée, Henle-Urtextpreis
  - 3e prix : Kristine Balanas (en) (Lettonie), Henle-Urtextpreis
- Piano
  - 1er prix : JeungBeum Sohn (Corée du Sud), Henle-Urtextpreis
  - 2e prix : Fabian Müller (de) (Allemagne), prix du public, prix Brüder-Busch, Henle-Urtextpreis, prix spécial GENUIN classics
  - 3e prix : Wataru Hisasue (Japon), prix spécial pour la meilleure interprétation de l'œuvre imposée, Henle-Urtextpreis
- Guitare
  - 1er prix : non attribué
  - 2e prix : Junhong Kuang (Chine), prix du public, ifp-Musikpreis, et Davide Giovanni Tomasi (Italie/Suisse)
  - 3e prix : Andrey Lebedev (Australie), prix spécial pour la meilleure interprétation de l'œuvre imposée
- Hautbois
  - 1er prix : non attribué
  - 2e prix : Kyeong Ham (Corée du Sud, BR-KLASSIK Online-Preis, Thomas Hutchinson (Nouvelle-Zélande), prix spécial pour la meilleure interprétation de l'œuvre imposée, et Juliana Koch (Allemagne), prix du public, Osnabrücker Musikpreis

### 2016
Pour l'année 2016, 65e édition du concours, :
- Harpe
  - 1er prix : Agnès Clément (France), prix du public, prix spécial pour la meilleure interprétation de l'œuvre imposée
  - 2e prix : Anaïs Gaudemard (France), prix spécial du Münchener Kammerorchester
  - 3e prix : Rino Kageyama (Japon)
  - prix spécial Mozart-Gesellschaft München et prix spécial U21 : Magdalena Hoffmann (Allemagne), demi-finaliste
  - prix Bärenreiter-Urtext : Marika Cecilia Riedl (Allemagne)
- Cor
  - 1er prix : non attribué
  - 2e prix : Marc Gruber (Allemagne), prix du public, prix Brüder-Busch et Kateřina Javůrková (République tchèque), BR-KLASSIK Online-Preis
  - 3e prix : Félix Dervaux (France), prix spécial pour la meilleure interprétation de l'œuvre imposée, et Nicolas Ramez (France)
  - prix Bärenreiter-Urtext : Nicolás Gómez Naval (Espagne)
- Contrebasse
  - 1er prix : Wies de Boevé (Belgique), prix du public, ifp-Musikpreis
  - 2e prix : Michael Karg (Allemagne)
  - 3e prix : Dominik Wagner (Allemagne/Autriche), prix spécial Andreas-Wilfer-Meisterwerkstatt building Cellos and doublebasses
  - prix spécial pour la meilleure interprétation de l'œuvre imposée : Michail-Pavlos Semsis (Grèce)
  - prix Bärenreiter-Urtext : Marek Romanowski (Pologne)
- Quatuor à cordes
  - 1er prix : Quatuor Arod (France), IDAGIO-Onlinepreis
  - 2e prix : Aris Quartett (de) (Allemagne), prix du public, prix spécial GENUIN classics, prix spécial ProQuartet, Osnabrücker Musikpreis
  - 3e prix : Quartet Amabile (Japon), prix spécial pour la meilleure interprétation de l'œuvre imposée
  - prix Bärenreiter-Urtext : Quatuor Hanson (France/Royaume-Uni)
  - prix Alice-Rosner, pour la meilleure interprétation du Quatuor à cordes no 1 de György Ligeti : Quatuor Arod (France)
  - prix des Jeunesses Musicales d'Allemagne : Giocoso Streichquartett Vienna
  - prix Karl-Klingler-Stiftung: Goldmund Quartett (Allemagne)

### 2015
Pour l'année 2015, 64e édition du concours, :
- Chant
  - 1er prix : Emalie Savoy (États-Unis), prix spécial « Orpheus », prix spécial Genuin classics
  - 2e prix : Sooyeon Lee (Corée du Sud), prix du public
  - 3e prix : Marion Lebègue (France), prix spécial pour la meilleure interprétation de l'œuvre imposée
  - prix Bärenreiter-Urtext : Jae Eun Park (Corée du Sud)
- Trombone
  - 1er prix : Michael Buchanan (Royaume-Uni), prix du public
  - 2e prix : Jonathan Reith (France)
  - 3e prix : Guilhem Kusnierek (France)
  - prix spécial Mozart Gesellschaft München : Juan González Moreno (Espagne), demi-finaliste
  - prix spécial pour la meilleure interprétation de l'œuvre imposée : José Milton Vieira Leite Filho (Brésil
- Duo de piano
  - 1er prix : Alina Shalamova et Nikolay Shalamov (de) (Bulgarie/Russie), prix du public, prix spécial pour la meilleure interprétation de l'œuvre imposée, ifp-Musikpreis
  - 2e prix : Duo Ani et Nia Sulkhanishvili (de) (Géorgie) et Duo ShinPark (Corée du Sud)
  - 3e prix : Piano Duo Lok Ping & Lok Ting Chau (Hong Kong)
  - prix Bärenreiter-Urtext et prix spécial U21 : Piano Duo Chen – Armand (France/Corée du Sud), demi-finaliste
- Flûte
  - 1er prix : Sébastian Jacot (Suisse), prix spécial Münchener Kammerorchester, prix Brüder-Busch, Osnabrücker Musikpreis
  - 2e prix : Francisco López Martín (Espagne), prix du public, prix spécial pour la meilleure interprétation de l'œuvre imposée, BR-KLASSIK Online-Prize
  - 3e prix : Eduardo Belmar (Espagne)
  - prix Bärenreiter-Urtext : Othonas Gkogkas (Grèce)
  - prix Alice-Rosner, pour la meilleure interprétation de la Sonate (in)solit(air)e d'Heinz Holliger : Mayuko Akimoto (Japon)

### 2014
Pour 2014 :
- Percussion
  - 1er prix : Simone Rubino  Italie, Prix du public, Brüder Busch Preis
  - 2e prix : Alexej Gerassimez (en)  Allemagne, Prix spécial pour la meilleure interprétation de l'œuvre imposée
  - 3e prix : Christoph Sietzen (de)  Luxembourg
  - Sonderpreis U21 : Vivi Vassileva (de)  Allemagne, demi-finale
  - Sonderpreis der Mozart Gesellschaft München : Vivi Vassileva  Allemagne, demi-finale

- Piano
  - 1er prix : non attribué
  - 2e prix : Chi-Ho Han (en)  Corée du Sud, Prix du public, Prix spécial pour la meilleure interprétation de l'œuvre imposée
  - 3e prix : Kang-Un Kim  Corée du Sud, Osnabrücker Musikpreis
  - 3e prix : Florian Mitrea  Roumanie, Sonderpreis des Münchener Kammerorchesters
  - Bärenreiter-Urtext-Preise : Nadjezda Pisareva  Russie, 2e tour

- Quintette à vent
  - 1er prix : non attribué
  - 2e prix : Azahar Ensemble  Espagne, Prix du public, ifp-Musikpreis
  - 3e prix : Acelga Quintett (de)  Allemagne /  Luxembourg
  - 3e prix : Quintette Klarthe  France, BR-KLASSIK Onlinepreis, Sonderpreis Palazzetto Bru Zane
  - SonderPrix pour la meilleure interprétation de l'œuvre imposée : Canorusquintett  Allemagne, demi-finale
  - Förderpreis der Jeunesses Musicales Deutschland : Canorusquintett  Allemagne, demi-finale
  - Bärenreiter-Urtext-Preise : Arcadia Wind Quintet  Venezuela, 1er tour

- Violoncelle
  - 1er prix : István Várdai  Hongrie
  - 2e prix : Andrei Ioniță (en)  Roumanie, Prix spécial pour la meilleure interprétation de l'œuvre imposée, Sonderpreis Premiertone-Website
  - 3e prix : Bruno Philippe  France, Prix du public
  - Alice-Rosner-Preis pour l'interprétation remarquée de la Sonate pour violoncelle solo de G. Ligeti : Pablo Ferrández (en)  Espagne, Semifinale
  - Bärenreiter-Urtext-Preise : Alexey Zhilin, 2e tour

### 2013
Pour 2013 :
- Alto
  - 1er prix : Yura Lee  Corée du Sud
  - 2e prix : Kyoungmin Park  Corée du Sud, Prix du public
  - 3e prix : Katarzyna Budnik-Gałązka  Pologne
  - Prix pour la meilleure interprétation de l'œuvre imposée : Adrien Boisseau  France
  - Sonderpreis der Talentstiftung Henning Tögel für herausragende Begabungen : Lydia Rinecker  Allemagne

- Basson
  - 1er prix : non attribué
  - 2e prix : Rie Koyama  Japon, Prix pour la meilleure interprétation de l'œuvre imposée
  - 3e prix : María José Rielo Blanco  Espagne, BR-Klassik Online-Prei

- Trio avec piano
  - 1er prix : non attribué
  - 2e prix : Van Baerle Trio  Pays-Bas, Prix du public
  - 2e prix : Trio Karénine  France, Prix pour la meilleure interprétation de l'œuvre imposée

- Violon
  - 1er prix : non attribué
  - 2e prix : Bomsori Kim  Corée du Sud
  - 3e prix : Christel Lee  États-Unis, Prix du public
  - Sonderpreis des Münchener Kammerorchesters : Diana Tishchenko (en)  Ukraine

### 2012
Pour 2012 :
- Chant / hommes
  - 1er prix : non attribué
  - 2e prix : Dashon Burton  États-Unis
  - 2e prix : Hansung Yoo  Corée du Sud, Prix du public
  - 3e prix : Kyubong Lee  Corée du Sud

- Chant / femmes
  - 1er prix : Olena Tokar (en)  Ukraine
  - 2e prix : Sumi Hwang  Corée du Sud
  - 2e prix : Anna Sohn  Corée du Sud
  - 3e prix : Sophia Christine Brommer (de)  Allemagne, Prix du public

- Clarinette                                                                  
  - 1er prix : non attribué
  - 2e prix : Sergey Eletskiy  Russie
  - 2e prix : Stojan Krkuleski  Serbie, Prix du public
  - 2e prix : Annelien Van Wauwe  Belgique

- Quatuor à cordes
  - 1er prix : Quatuor Armida (de)  Allemagne, Prix du public
  - 2e prix : Novus String Quartet  Corée du Sud
  - 3e prix : Quatuor Calidore  États-Unis /  Canada

### 2011
Pour 2011, :
- Hautbois	
  - 1er prix : non attribué
  - 2e prix : Ivan Podyomov (en),  Russie
  - 2e prix : Philippe Tondre,  France
  - 3e prix : Cristina Gómez Godoy,  Espagne
  - Marc Lachat,  France

- Orgue
  - 1er prix : Michael Schöch (de),  Autriche
  - 2e prix : Anna-Victoria Baltrusch (de),  Allemagne
  - 3e prix : Lukas Stollhof (de),  Allemagne

- Piano
  - 1er prix : Alexej Gorlatch (de),  Ukraine
  - 2e prix : Tori Huang (Claire Huangci),  États-Unis
  - 3e prix : Dasol Kim (en),  Corée du Sud

- Trompette	
  - 1er prix : Manuel Blanco Gómez-Limón,  Espagne
  - 2e prix : Alexandre Baty,  France
  - 3e prix : Ferenc Mausz,  Hongrie

### 2010
- Cor[32]
  - 1er prix : Přemysl Vojta (en),  République tchèque
  - 2e prix :	Dániel Ember,  Hongrie ; Paolo Mendes,  Allemagne (partagé)

- Duo de piano[33]
  - 1er prix : (non attribué)
  - 2e prix :	Hyun Joo et Hee Jin June (Remnant Piano Duo),  Corée du Sud
  - 3e prix :	Susan et Sarah Wang (DoubleWang Duo),  États-Unis
  - Prix Spécial : Duo de pianos Groebner et Trisko (Klavierduo Gröbner & Trisko (de)),  Autriche

- Flûte[34]
  - 1er prix : Loïc Schneider,  France
  - 2e prix :	Daniela Koch,  Autriche
  - 3e prix :	Sooyun Kim,  Corée du Sud /  États-Unis
  - Prix Classique BR : Ivannay Ternay,  Ukraine

- Violoncelle[35]
  - 1er prix : Julian Steckel (en),  Allemagne
  - 2e prix :	Gen Yokosawa,  Japon
  - 3e prix :	Tristan Cornut,  France

### 2009
- Voix[36]
  - 1er prix : Anita Watson,  Australie; (non attribué pour les voix d’homme)
  - 2e prix :	Sunyoung Seo,  Corée du Sud ; Wilhelm Schwinghammer (de),  Allemagne
  - 3e prix : Hye Jung Lee,  Corée du Sud ; Falko Hönisch (de),  Allemagne

- Contrebasse[37]
  - 1er prix : Gunars Upatnieks (en),  Lettonie
  - 2e prix :	Stanislau Anishchanka,  Biélorussie
  - 3e prix :	Olivier Thiery,  France ; Ivan Zavgorodniy,  Ukraine (partagé)

- Harpe[38]
  - 1er prix : Emmanuel Ceysson,  France
  - 2e prix : Ruriko Yamamiya,  Japon
  - 3e prix : Anneleen Lenaerts,  Belgique

- Violon[39]
  - 1er prix : Hyeyoon Park,  Corée du Sud
  - 2e prix :	Kei Shirai,  Japon
  - 3e prix :	Lily Francis,  États-Unis

### 2008
- Alto[40]
  - 1er prix : non attribué
  - 2e prix :	Wen Xiao Zheng (en),  Chine
  - 3e prix :	Teng Li (en),  Chine

- Basson[41]
  - 1er prix : Marc Trénel,  France
  - 2e prix :	Christian Kunert (en),  Allemagne ; Philipp Tutzer,  Italie (partagé)
  - 3e prix : Václav Vonášek (en),  République tchèque

- Clarinette[42]
  - 1er prix : Sebastian Manz (en),  Allemagne
  - 2e prix :	non attribué
  - 3e prix :	Shelly Ezra,  Israël ; Taira Kaneko,  Japon (partagé)

- Quatuor à cordes[43]
  - 1er prix : Quatuor Apollon Musagète (de),  Pologne
  - 2e prix :	Quatuor Afiara,  Canada
  - 3e prix :	Quatuor Gémeaux,  Allemagne /  Suisse ; Quatuor Verus,  Japon (partagé)

### 2007
- Hautbois[44]
  - 1er prix : Ramón Ortega Quero (de),  Espagne
  - 2e prix :	Ivan Podyomov (en),  Russie
  - 3e prix :	Maria Sournatcheva (de),  Russie

- Percussion[45]
  - 1er prix : Johannes Fischer (de),  Allemagne
  - 2e prix :	Vassilena Serafimova,  Bulgarie

- Trio avec piano[46]
  - 1er prix : Tecchler Trio (de),  Suisse /  Allemagne
  - 2e prix :	Morgenstern Trio (de),  Allemagne /  France
  - 3e prix :	Trio Cérès,  France

- Trombone[47]
  - 1er prix : Fabrice Millischer,  France
  - 2e prix :	Frederic Belli,  Allemagne
  - 3e prix :	Juan Carlos Matamoros,  Espagne

### 2006
- Voix/Opéra[36]
  - 1er prix : Jun Mo Yang,  Corée du Sud
  - 2e prix :	Joshua Hopkins,  Canada
  - 3e prix :	Ilse Eerens (de),  Belgique
  - 3e prix :	Anna Kasyan,  Arménie

- Voix/Lied[36]
  - 2e prix :	Roxana Constantinescu,  Roumanie
  - 2e prix :	Carolina Ullrich (de),  Chili /  Allemagne
  - 3e prix :	Colin Balzer,  Canada
  - 3e prix :	Peter Schöne (de),  Allemagne

- Piano[48]
  - 1er prix : Benjamin Kim (en),  États-Unis
  - 2e prix :	Hisako Kawamura,  Japon
  - 2e prix :	Marianna Shirinyan (en),  Arménie

- Quintette à vent[49]
  - 1er prix : Quintette Aquilon,  France
  - 2e prix :	Quintett Chantily,  Allemagne /  Hongrie /  Russie /  Finlande
  - 3e prix :	Weimarer Bläserquintett,  Allemagne

### 2005
- Cor[32]
  - 1er prix : Szabolcs Zempléni (de),  Hongrie
  - 2e prix :	Louis-Philippe Marsolais,  Canada
  - 2e prix :	Renate Hupka,  Allemagne
  - 3e prix :	Christoph Eß,  Allemagne

- Duo de piano[33]
  - 2e prix :	Victor y Luis del Valle,  Espagne
  - 2e prix :	Duo de Pianos Poskute - Daukantas,  Lituanie
  - 3e prix :	Silivanova - Puryzhinskiy,  Russie

- Violon[39]
  - 1er prix : Keisuke Okasaki,  Japon
  - 2e prix :	Akiko Yamada,  Japon
  - 3e prix :	Katja Lämmermann,  Allemagne

- Violoncelle[35]
  - 1er prix : Jing Zhao (de),  Chine
  - 2e prix :	Alexander Bouzlov,  Russie
  - 3e prix :	Alexander Chaushian,  Arménie /  Royaume-Uni

### 2004
- Alto[40]
  - 1er prix : Antoine Tamestit,  France
  - 2e prix :	Ryszard Groblewski,  Pologne
  - 3e prix :	Tomoko Akasaka,  Japon

- Flûte[34]
  - 1er prix : Magali Mosnier (de),  France
  - 2e prix :	Pirmin Grehl,  Allemagne
  - 3e prix :	Andrea Oliva,  Italie

- Harpe[38]
  - 1er prix : Anton Sie,  Pays-Bas
  - 2e prix :	Nabila Chajai,  France
  - 3e prix :	Mirjam Schröder,  Allemagne

- Quatuor à cordes[43]
  - 1er prix : Quatuor Ébène,  France
  - 2e prix :	Faust Quartett,  Allemagne
  - 3e prix :	Quatuor Benaïm,  Israël /  France

### 2003
- Voix (femme)[36]
  - 1er prix : Marina Prudenskaja,  Russie
  - 2e prix :	Andrea Lauren Brown (en),  États-Unis
  - 2e prix :	Measha Brüggergosman,  Canada
  - 3e prix :	Julia Sukmanova (de),  Russie

- Voix (homme)[36]
  - 1er prix : Gérard Kim,  Corée du Sud
  - 3e prix :	Tyler Duncan,  Canada
  - 3e prix :	Günter Papendell (de),  Allemagne

- Contrebasse[37]
  - 1er prix : Nabil Shehata (en),  Allemagne
  - 2e prix :	Roman Patkoló (de),  Slovaquie
  - 3e prix :	Ödön Rácz,  Hongrie

- Clarinette[42]
  - 2e prix :	Olivier Patey,  France
  - 3e prix :	Florent Pujuila,  France

- Trompette[50]
  - 1er prix : David Guerrier,  France
  - 2e prix :	Giuliano Sommerhalder,  Suisse
  - 3e prix :	Gabor Richter,  Hongrie
  - 3e prix :	Guillaume Couloumy,  France

### 2002
- Basson[41]
  - 2e prix :	Matthias Rácz (en),  Allemagne
  - 3e prix :	Jaakko Luoma,  Finlande
  - 3e prix :	Lyndon Watts (en),  Australie

- Hautbois[44]
  - 3e prix :	Nora Cismondi,  France
  - 3e prix :	Alexandre Gattet,  France

- Piano[48]
  - 1er prix : Denys Proshayev (de),  Ukraine
  - 2e prix :	Ferenc Vizi,  Roumanie
  - 3e prix :	Chiao-Ying Chang,  Taïwan

- Trio avec Piano[46]
  - 2e prix :	Trio con Brio (en),  Danemark /  Corée du Sud
  - 2e prix :	Trio Ondine,  Suède/ Danemark/ Norvège

### 2001
- Percussion[45]
  - 1er prix : Marta Klimasara,  Pologne
  - 2e prix :	Eirik Raude,  Norvège
  - 3e prix :	Christophe Roldan,  France

- Quintette à vent[49]
  - 1er prix : Miró Ensemble,  Espagne
  - 2e prix :	Orsolino Quintett,  Allemagne /  Autriche
  - 3e prix :	St. Petersburg Woodwind Quintet,  Russie

- Saxophone[51]
  - 2e prix :	Alexandre Doisy,  France
  - 3e prix :	Lutz Koppetsch,  Allemagne
  - 3e prix :	Julien Petit,  France

- Violon[39]
  - 2e prix :	Annette von Hehn,  Allemagne
  - 3e prix :	MinJung Kang,  Corée du Sud
  - 3e prix :	Yamei Yu (de),  Allemagne

- Violoncelle[35]
  - 1er prix : Danjulo Ishizaka (en),  Allemagne
  - 2e prix :	Julie Albers (de),  États-Unis
  - 2e prix :	Monika Leskovar,  Croatie
  - 3e prix :	Thomas Carroll,  Royaume-Uni

### 2000
- Voix (femme)[36]
  - 1er prix : Zoryana Kushpler (de),  Ukraine
  - 3e prix :	Stefanie Krahnenfeld,  Allemagne
  - 3e prix :	Christa Mayer (en),  Allemagne

- Voix (homme)[36]
  - 1er prix : Konrad Jarnot (en),  Royaume-Uni
  - 2e prix :	Nathaniel Webster,  États-Unis
  - 3e prix :	Friedemann Röhlig (de),  Allemagne

- Alto[40]
  - 2e prix :	Danusha Waskiewicz[52],  Allemagne

- Duo de piano[33]
  - 1er prix : Mati Mikalai et Kai Ratassepp,  Estonie
  - 2e prix :	Duo d'Accord,  Taïwan /  Allemagne

- Flûte[34]
  - 2e prix :	Rozàlia Szabó,  Hongrie
  - 2e prix :	Henrik Wiese (en),  Allemagne
  - 3e prix :	Kersten McCall,  Allemagne

- Quatuor à cordes[43]
  - 2e prix :	Avalon String Quartet,  France /  Canada /  États-Unis
  - 3e prix :	Quartetto Prometeo,  Italie

### 1999
- Cor[32]
  - 2e prix : Alessio Allegrini,  Italie
  - 2e prix : László Seemann,  Hongrie
  - 3e prix : Sibylle Mahni,  Suisse
- Orgue[53]
  - 2e prix : Martin Kaleschke,  Allemagne
- Piano[48]
  - 2e prix : Severin von Eckardstein,  Allemagne
  - 2e prix : Oliver Kern,  Allemagne
- Violon[39]
  - 2e prix : Bin Huang,  Chine
  - 3e prix : Andrei Bielov,  Ukraine
  - 3e prix : Francesco Manara,  Italie

### 1998
- Chant[36]
  - 2e prix : Jae-Hyoung Kim,  Corée du Sud
  - 2e prix : Jialin Zhang,  Chine
  - 3e prix : Rudolf Rosen,  Suisse
  - 3e prix : Anke Vondung,  Allemagne

- Clarinette[42]
  - 3e prix : Nicolas Baldeyrou,  France

- Duo violon-piano[54]
  - 2e prix : Ariadne Daskalakis et Miri Yampolsky (en),  États-Unis/ Israël
  - 3e prix : Akiko Tanaka et Evgueni Sinaiski,  Japon/ Russie
  - 3e prix : Marco Rogliano (en) et Maurizio Paciariello,  Italie

- Trio avec piano[46]
  - 2e prix : Clemente Trio,  Allemagne
  - 2e prix : Trio di Parma,  Italie

- Violoncelle[35]
  - 2e prix : Niklas Eppinger,  Allemagne
  - 3e prix : Sol Gabetta,  Argentine

### 1997
- Alto[40]
  - 1er prix : Naoko Shimizu,  Japon
  - 2e prix : Cathy Basrak (en),  États-Unis
  - 3e prix : Tomomi Shinozaki,  Japon

- Percussion[45]
  - 2e prix : Hideki Ikegami,  Japon
  - 2e prix : Markus Leoson (en),  Suède

- Piano[48]
  - 2e prix : Özgür Aydin,  États-Unis
  - 3e prix : Etsuko Hirose,  Japon
  - 3e prix : Yiaohan Wang,  Chine

- Quintette à vent[49]
  - 1er prix : Quintette Afflatus,  Tchécoslovaquie
  - 2e prix : Quintette Nocturne,  France
  - 3e prix : Orsolino Quintett,  Allemagne/ Autriche

- Trompette[50]
  - 3e prix : Gábor Boldoczki,  Hongrie
  - 3e prix : Olivier Theurillat,  France

### 1996
- Chant[36]
  - 2e prix : Anna Korondi (en),  Hongrie
  - 2e prix : Arutjun Kotchinian,  Arménie
  - 2e prix : Hanno Müller-Brachmann,  Allemagne
  - 3e prix : Stanca-Maria Bogdan,  Roumanie
  - 3e prix : Xiaoliang Li,  Chine
  - 3e prix : Oana-Andra Ulieriu,  Roumanie

- Duo de piano[33]
  - 2e prix : Irene Alexeytchuk et Yuri Kot,  Ukraine
  - 2e prix : Aglika Genova et Liuben Dimitrov (Genova & Dimitrov (en)),  Bulgarie

- Duo violoncelle et piano[55]
  - 1er prix : Sennu Laine et Anastasia Injushina,  Finlande/ Russie
  - 3e prix : Denis et Kirill Krotov,  Russie
  - 3e prix : Rafael et Marian Rosenfeld (de),  Suisse

- Hautbois[44]
  - 2e prix : Stefan Schilli (de),  Allemagne
  - 3e prix : Clara Dent (en),  Autriche
  - 3e prix : Dominik Wollenweber (ru),  Allemagne

- Quatuor à cordes[43]
  - 1er prix : Quatuor Artemis,  Allemagne/ Russie
  - 3e prix : Quatuor Castagneri,  France/ Roumanie

### 1995
- Flûte[34]
  - 2e prix : Davide Formisano,  Italie
  - 2e prix : Sabine Kittel,  Allemagne
  - 3e prix : Marina Leguay,  France

- Piano[48]
  - 2e prix : Adrian Oetiker,  Suisse
  - 3e prix : Claire-Marie Le Guay,  France

- Trio avec piano[46]
  - 1er prix : Trio Bartholdy,  France
  - 2e prix : Trio di Parma,  Italie

- Trombone[47]
  - 3e prix : András Fejér,  Hongrie
  - 3e prix : Jean Raffard,  France

- Violon[39]
  - 1er prix : Piotr Plawner,  Pologne
  - 2e prix : Bettina Gradinger,  Autriche

### 1994
- Chant[36]
  - 1er prix : Urszula Kryger,  Pologne
  - 2e prix : Christian Elsner (en),  Allemagne
  - 3e prix : Luisa Islam-Ali-Zade,  Ouzbékistan
  - 3e prix : Markus Krause,  Allemagne
  - 3e prix : Juan José Lopera,  Colombie
  - 3e prix : Frauke May,  Allemagne

- Cor[32]
  - 1er prix : Radek Baborák,  Tchécoslovaquie
  - 2e prix : Markus Frank (en),  Allemagne
  - 3e prix : Markus Maskuniitty,  Finlande

- Orgue[53]
  - 2e prix : Ariane Metz,  Allemagne
  - 3e prix : Leonhard Amselgruber,  Allemagne

- Violoncelle[35]
  - 1er prix : Jens Peter Maintz (de),  Allemagne
  - 2e prix : Tatiana Vassilieva,  Russie
  - 3e prix : Tanja Tetzlaff (en),  Allemagne

### 1993
- Alto[40]
  - 2e prix : Hsin-Yun Huang,  Taïwan
  - 3e prix : Gilad Karni (en),  Israël
  - 3e prix : Shoko Mabuchi,  Japon

- Guitare[56]
  - 2e prix : Joaquín de Jesús Clerch Diaz,  Cuba
  - 2e prix : Pablo Marquez,  Argentine

- Piano[48]
  - 1er prix : Anna Malikova (en),  Russie
  - 2e prix : Ohad Ben Ari,  Israël

- Quintette à vent[49]
  - 2e prix : Quintetto Bibiena,  Italie
  - 2e prix : Quintette Debussy,  France
  - 3e prix : Kammervereinigung Berlin,  Allemagne

- Trompette[50]
  - 2e prix : Wolfgang Bauer (de),  Allemagne
  - 3e prix : Jens Lindemann,  Canada

### 1992
- Chant[36]
  - 2e prix : Melinda Paulsen (en),  États-Unis
  - 2e prix : Rika Shiratsuchi,  Japon
  - 2e prix : Philip Zawisza,  États-Unis
  - 3e prix : Locky Chung,  Corée du Sud
  - 3e prix : Reginaldo Pineiro,  Brésil

- Clarinette[42]
  - 2e prix : Sharon Kam,  Israël
  - 3e prix : Alessandro Carbonare,  Italie

- Duo de piano[33]
  - 2e prix : Thomas Hecht (en) et Sandra Shapiro,  États-Unis
  - 3e prix : Silke-Thora Matthies et Christian Köhn,  Allemagne

- Duo violoncelle et piano[55]
  - 1er prix : Andrzej Bauer et Ewa Kupiec,  Pologne
  - 2e prix : Shana et Avi Downes,  États-Unis
  - 3e prix : Oren Shevlin et Mariko Ashikawa,  Royaume-Uni/ Japon

- Violon[39]
  - 2e prix : Erez Ofer,  Israël
  - 3e prix : Pavel Šporcl (en),  Tchécoslovaquie
  - 3e prix : Scott St. John (en),  Canada

### 1991
- Contrebasse[37]
  - 2e prix : Giuseppe Ettore,  Italie
  - 3e prix : Janne Saksala,  Finlande

- Hautbois[44]
  - 2e prix : François Leleux,  France
  - 3e prix : Washington Barella (de),  Brésil

- Percussion[45]
  - 2e prix : Kirk Brundage,  États-Unis
  - 3e prix : Stefan Hüge,  Allemagne de l'Ouest
  - 3e prix : Adam Weisman,  États-Unis

- Piano[48]
  - 2e prix : Momo Kodama,  Japon
  - 3e prix : Valery Buerin,  Union soviétique
  - 3e prix : Yoshikazu Jumei,  Japon

- Quatuor à cordes[43]
  - 2e prix : Quatuor Mandelring,  Allemagne
  - 2e prix : Quatuor de Leipzig,  Allemagne

### 1990
- Chant[36]
  - 1er prix : Andrzej Dobber (en),  Pologne
  - 1er prix : Elena Moșuc (en),  Roumanie
  - 2e prix : Ruxandra Donose,  Roumanie
  - 2e prix : Oliver Widmer (en),  Suisse
  - 3e prix : Bodil Arnesen (en),  Norvège
  - 3e prix : Stefan Heidemann,  Allemagne de l'Ouest

- Basson[41]
  - 2e prix : Sergio Azzolini,  Italie
  - 2e prix : Dag Jensen (de),  Norvège

- Duo violon-piano[54]
  - 1er prix : Hagai Shaham (en) et Arnon Erez (en),  Israël
  - 2e prix : Mayumi Seiler (en) et Tünde Kurucz,  Autriche/ Hongrie

- Flûte[34]
  - 1er prix : Petri Alanko,  Finlande
  - 2e prix : Michael Martin Kofler (en),  Autriche

- Violoncelle[35]
  - 2e prix : Alban Gerhardt,  Allemagne de l'Ouest
  - 2e prix : Michael Sanderling,  Allemagne de l'Est
  - 3e prix : Ludwig Quandt,  Allemagne de l'Ouest

### 1989
- Alto[40]
  - 2e prix : Hideko Kobayashi,  Japon
  - 3e prix : Tomoko Ariu,  Japon
  - 3e prix : Roberto Diaz,  Chili

- Guitare[56]
  - 1er prix : Luis Orlandini (en),  Chili
  - 3e prix : Miguel Charosky,  Argentine
  - 3e prix : Alexander Swete,  Autriche

- Piano[48]
  - 1er prix : Susanne Grützmann,  Allemagne de l'Est
  - 2e prix : Alexandre Tharaud,  France
  - 3e prix : Kyoko Tabe,  Japon

- Quintette à vent[49]
  - 1er prix : Ma’alot Quintett,  Allemagne de l'Ouest
  - 2e prix : Arcis Quintett,  Allemagne de l'Ouest
  - 3e prix : Kammervereinigung Berlin,  Allemagne de l'Est

- Trombone[47]
  - 2e prix : Jonas Krister Bylund,  Suède
  - 3e prix : Heather Buchman,  États-Unis
  - 3e prix : Thomas Horch,  Allemagne de l'Ouest

### 1988
- Chant[36]
  - 1er prix : Thomas Quasthoff,  Allemagne
  - 2e prix : Lívia Ághová (en),  Tchécoslovaquie
  - 2e prix : Ursula Kunz,  Allemagne de l'Ouest
  - 2e prix : Robert Swensen,  États-Unis
  - 3e prix : Kyung-Shin Park,  Corée du Sud
  - 3e prix : Marcin Rudziński,  Pologne

- Cor[32]
  - 2e prix : Jindřich Petráš,  Tchécoslovaquie
  - 2e prix : James Sommerville (en),  Canada
  - 3e prix : Geoffrey Bain Winter,  États-Unis

- Flûte à bec[57]
  - 2e prix : Robert Ehrlich (en),  Royaume-Uni
  - 2e prix : Carin van Heerden,  Afrique du Sud
  - 3e prix : Dan Laurin (en),  Suède

- Trio avec piano[46]
  - 2e prix : Trio Wanderer,  France

- Violon[39]
  - 2e prix : Mi-Kyung Lee,  Corée du Sud
  - 3e prix : Sonig Tchakerian,  Italie

### 1987
- Clarinette[42]
  - 2e prix : Anna-Maija Korsimaa,  Finlande
  - 3e prix : Fabrizio Meloni,  Italie
  - 3e prix : Richard Rimbert,  France

- Orgue[53]
  - 2e prix : Heidi Emmert,  Allemagne de l'Ouest
  - 2e prix : Martin Sander,  Allemagne de l'Ouest
  - 3e prix : Stefan Palm,  Allemagne de l'Ouest

- Piano[48]
  - 2e prix : Ricardo Castro,  Brésil
  - 2e prix : Bernd Glemser (en),  Allemagne de l'Ouest
  - 3e prix : Thomas Duis,  Allemagne de l'Ouest

- Quatuor à cordes[43]
  - 2e prix : Quatuor Parisii,  France
  - 2e prix : Quatuor Petersen,  Allemagne de l'Est

### 1986
- Chant[36]
  - 1er prix : Barbara Kilduff,  États-Unis
  - 1er prix : Derek Lee Ragin,  États-Unis
  - 2e prix : Masako Saida,  Japon
  - 2e prix : Jacob Will,  États-Unis
  - 3e prix : Samuel Cook,  États-Unis
  - 3e prix : Martina Musacchio,  Italie

- Duo de piano[33]
  - 3e prix : Zsuzsanna Kollar et Gabriella Lang,  Hongrie
  - 3e prix : Hans-Peter et Volker Stenzl (Duo de piano Stenzl (de)),  Allemagne de l'Ouest

- Hautbois[44]
  - 2e prix : Volkmar Schöller,  Allemagne de l'Ouest
  - 3e prix : Nicholas Daniel,  Royaume-Uni
  - 3e prix : Fabian Menzel (ru),  Allemagne de l'Ouest

- Trompette[50]
  - 2e prix : Reinhold Friedrich,  Allemagne de l'Ouest
  - 3e prix : Urban Agnas,  Suède
  - 3e prix : George Vosburgh (en),  États-Unis

- Violoncelle[35]
  - 2e prix : Michal Kańka,  Tchécoslovaquie
  - 2e prix : Gustav Rivinius (de),  Allemagne de l'Ouest
  - 3e prix : Jean-Guihen Queyras,  France

### 1985
- Contrebasse[37]
  - 2e prix : Esko Laine (en),  Finlande
  - 2e prix : Dorin Marc (de),  Roumanie
  - 3e prix : Håkan Ehren,  Norvège

- Flûte[34]
  - 2e prix : Eric Kirchhoff,  France
  - 3e prix : Sanae Nakayama,  Japon
  - 3e prix : Gaby Pas-Van Riet,  Pays-Bas

- Percussion[45]
  - 1er prix : Peter Sadlo (de),  Allemagne de l'Ouest
  - 3e prix : Markus Christopher Lutz,  États-Unis
  - 3e prix : Michael Ort,  Allemagne de l'Ouest

- Piano[48]
  - 1er prix : Kalle Randalu (en),  Union soviétique
  - 2e prix : Daniel Gortler (en),  Israël
  - 3e prix : Ewgenij Rywkin,  Union soviétique

- Quintette à vent[49]
  - 2e prix : Berliner Bläserquintett,  Allemagne de l'Est
  - 3e prix : Quintette Albert Schweitzer,  Allemagne de l'Ouest
  - 3e prix : British Woodwind Quintet,  Royaume-Uni

### 1984
- Basson[41]
  - 2e prix : Dag Jensen (de),  Norvège
  - 2e prix : Sylvain Lhuissier,  France
  - 3e prix : Holger Straube,  Allemagne de l'Est

- Chant[36]
  - 1er prix : Maria Russo,  États-Unis
  - 2e prix : André Howard,  Afrique du Sud
  - 2e prix : Mariana Slawowa,  Bulgarie
  - 3e prix : Alan Cemore (de),  États-Unis
  - 3e prix : Ian Christopher,  Trinité-et-Tobago
  - 3e prix : Tomoko Nakamura,  Japon

- Clavecin[58]
  - 1er prix : Władysław Marek Kłosiewicz,  Pologne

- Duo violoncelle et piano[55]
  - 1er prix : Desmond Hoebig (en) et Andrew Tunis,  Canada
  - 2e prix : Xavier et Martine Gagnepain,  France
  - 3e prix : Michal Kaňka et Jaromir Klepáč,  Tchécoslovaquie

- Violon[39]
  - 1er prix : Takumi Kubota,  Japon
  - 2e prix : Christian Tetzlaff,  Allemagne de l'Ouest
  - 3e prix : Peter Matzka,  États-Unis

### 1983
- Alto[40]
  - 2e prix : Barbara Westphal,  Allemagne de l'Ouest

- Cor[32]
  - 1er prix : Radovan Vlatković,  Yougoslavie
  - 3e prix : Marie-Luise Neunecker,  Allemagne de l'Ouest
  - 3e prix : Corbin Wagner,  États-Unis

- Duo violon-piano[54]
  - 2e prix : Peter Matzka et Teresa Turner-Jones,  États-Unis
  - 3e prix : Kazuki et Emiko Sawa,  Japon

- Harpe[38]
  - 2e prix : Isabelle Moretti,  France

- Piano[48]
  - 1er prix : Kei Itoh,  Japon
  - 3e prix : Andrei Nikolsky,  Union soviétique
  - 3e prix : Hai-Kyung Suh (en),  Corée du Sud

### 1982
- Chant[36]
  - 1er prix : Kaaren Erickson,  États-Unis
  - 2e prix : Anne Sofie von Otter,  Suède
  - 3e prix : Carla Cook,  États-Unis
  - 3e prix : Joel Katz,  Canada
  - 3e prix : Kwan-Dong Kim,  Corée du Sud

- Clarinette[42]
  - 2e prix : Philippe Cuper,  France
  - 2e prix : Charles Neidich (en),  États-Unis
  - 2e prix : John Bruce Yeh (en),  États-Unis

- Guitare[56]
  - 2e prix : Stefano Grondona,  Italie
  - 2e prix : Timo Korhonen (en),  Finlande
  - 3e prix : Thomas Müller-Pering (en),  Allemagne de l'Ouest

- Quatuor à cordes[43]
  - 2e prix : Quatuor Havlák (en),  Tchécoslovaquie
  - 3e prix : Quatuor Auryn,  Allemagne de l'Ouest
  - 3e prix : Quatuor Chester,  États-Unis

- Violoncelle[35]
  - 2e prix : Alexander Baillie (en),  Royaume-Uni
  - 2e prix : Young-Chang Cho (en),  Corée du Sud
  - 3e prix : Ulrike Schäfer,  Allemagne de l'Ouest

### 1981
- Hautbois[44]
  - 2e prix : Klaus Becker (de),  Allemagne de l'Ouest
  - 3e prix : Mechiel Henri van den Brink,  Pays-Bas
  - 3e prix : David Walter,  France

- Piano[48]
  - 2e prix : François Killian,  France
  - 3e prix : Chisato Ogino,  Japon
  - 3e prix : Rolf Plagge,  Allemagne de l'Ouest

- Trio avec piano[46]
  - 2e prix : Trio Zingara,  Royaume-Uni
  - 3e prix : Trio Apollo,  Corée du Sud/ États-Unis
  - 3e prix : Trio Grüneburg,  Allemagne de l'Ouest

- Trombone[47]
  - 2e prix : Michel Becquet,  France
  - 2e prix : Michael Mulcahy,  Australie
  - 3e prix : Gilles Millière,  France

- Violon[39]
  - 2e prix : Gwen Hoebig (de),  Canada
  - 3e prix : Florian Sonnleitner,  Allemagne de l'Ouest

### 1980
- Alto[40]
  - 2e prix : Johannes Flieder,  Autriche
  - 3e prix : Kim Kashkashian,  États-Unis
  - 3e prix : Tomoko Shirao,  Japon

- Chant[36]
  - 1er prix : Yoshie Tanaka,  Japon
  - 2e prix : Dariusz Niemirowicz (de),  Pologne
  - 2e prix : Edith Wiens (en),  Canada
  - 3e prix : Pamela Coburn (en),  États-Unis
  - 3e prix : Pavel Horaček,  Tchécoslovaquie

- Duo de piano[33]
  - 2e prix : Alexander et Natalia Bagdassarov,  Union soviétique
  - 2e prix : Cameron Grant et James Winn,  États-Unis
  - 3e prix : Carlos Duarte et Varda Shamban,  Venezuela/ Israël

- Quintette à vent[49]
  - 2e prix : Quintette Chalumeau,  Allemagne de l'Ouest
  - 2e prix : Quintette Nielsen,  France

- Trompette[50]
  - 2e prix : Richard Steuart,  Canada
  - 3e prix : Ketil Christensen,  Danemark

### 1979
- Contrebasse[37]
  - 2e prix : Michinori Bunya,  Japon
  - 3e prix : Jiří Hudec (de),  Tchécoslovaquie
  - 3e prix : Josef Niederhammer (de),  Autriche

- Duo violon-piano[54]
  - 2e prix : Pavel Vernikov et Konstantin Bogino,  Union soviétique
  - 3e prix : Peter et Gabriel Rosenberg,  Allemagne de l'Ouest

- Flûte[34]
  - 2e prix : Irena Grafenauer (en),  Yougoslavie
  - 3e prix : Shigenori Kudo,  Japon
  - 3e prix : Hideaki Sakai,  Japon

- Orgue[53]
  - 2e prix : Ludger Lohmann (en),  Allemagne de l'Ouest
  - 3e prix : Karol Golebiowski,  Pologne

- Piano[48]
  - 1er prix : Hans-Christian Wille,  Allemagne de l'Ouest
  - 2e prix : Marioara Trifan (en),  États-Unis
  - 3e prix : Kenji Watanabe,  Japon

### 1978
- Chant[36]
  - 2e prix : Zehava Gal (en),  Israël
  - 2e prix : Ingemar Korjus,  Canada
  - 2e prix : Roberto Nalerio-Frachia,  Uruguay
  - 3e prix : Keiko Hibi,  Japon
  - 3e prix : Jacqueline Paige-Green,  États-Unis

- Cor[32]
  - 2e prix : John McDonald,  Canada
  - 3e prix : Zdeněk Divoký,  Tchécoslovaquie
  - 3e prix : James Ross,  États-Unis

- Duo violoncelle et piano[55]
  - 2e prix : Carter Brey (en) et Barbara Weintraub,  États-Unis
  - 3e prix : Christian Brunnert et Mathias Weber,  Allemagne de l'Ouest

- Flûte à bec[57]
  - 3e prix : Shigeharu Hirao-Yamaoka,  Japon
  - 3e prix : Michael Schneider,  Allemagne de l'Ouest

- Violon[39]
  - 2e prix : Hae-Kyoung Kim,  Corée du Sud
  - 3e prix : Olivier Charlier,  France
  - 3e prix : Irina Tseitlin

### 1977
- Clarinette[42]
  - 3e prix : Claude Faucomprez,  France
  - 3e prix : David Shifrin,  États-Unis

- Percussion[45]
  - 2e prix : John Boudler,  États-Unis
  - 2e prix : Sumire Yoshihara,  Japon
  - 3e prix : Midori Takada,  Japon

- Piano[48]
  - 3e prix : Chieko Oku,  Japon
  - 3e prix : Mario Patuzzi,  Italie

- Quatuor à cordes[43]
  - 2e prix : Quatuor Éder,  Hongrie
  - 3e prix : International String Quartet,  États-Unis
  - 3e prix : Polnisches Polen Streichquartett,  Pologne

- Violoncelle[35]
  - 1er prix : Antônio Meneses,  Brésil
  - 3e prix : Evelyn Elsing,  États-Unis
  - 3e prix : Georg Faust,  Allemagne de l'Ouest

### 1976
- Alto[40]
  - 1er prix : Iouri Bachmet,  Union soviétique
  - 2e prix : Wolfram Christ,  Allemagne de l'Ouest
  - 3e prix : Thomas Riebl,  Autriche

- Chant[36]
  - 2e prix : Philip Bernard Frohnmayer,  États-Unis
  - 2e prix : Iwan Konsulov,  Bulgarie
  - 2e prix : Mitsuko Shirai,  Japon
  - 3e prix : Janet Pranschke,  États-Unis
  - 3e prix : Elizabeth Richards,  États-Unis

- Guitare[56]
  - 2e prix : Sharon Isbin,  États-Unis
  - 3e prix : Ricardo Fernández-Iznaola,  Venezuela

- Hautbois[44]
  - 3e prix : Thomas Indermühle (de),  Suisse

- Trio avec piano[46]
  - 3e prix : Oslo Trio,  Norvège

### 1975
- Basson[41]
  - 2e prix : Jiři Seidl,  Tchécoslovaquie
  - 2e prix : Tomasz Marcin Sosnowski,  Pologne
  - 3e prix : Gilbert Audin,  France

- Orgue[53]
  - 2e prix : Klemens Schnorr,  Allemagne de l'Ouest
  - 3e prix : Martin Lücker,  Allemagne de l'Ouest

- Piano[48]
  - 1er prix : Diane Walsh,  États-Unis
  - 2e prix : Natasha Tadson,  Israël
  - 3e prix : Nina Tichman (en),  États-Unis

- Quintette à vent[49]
  - 2e prix : Quintette Syrinx,  Allemagne de l'Ouest
  - 3e prix : Quintette à vent des Jeunesses musicales de Budapest,  Hongrie

- Violon[39]
  - 2e prix : Dora Schwarzberg,  Israël
  - 3e prix : Kaja Danczowska (de),  Pologne
  - 3e prix : Eugene Sârbu (en),  Roumanie

### 1974
- Chant[36]
  - 1er prix : Margaret Marshall (en),  Royaume-Uni
  - 2e prix : Gordon Greer,  États-Unis
  - 2e prix : Hanns-Friedrich Kunz (en),  Allemagne de l'Ouest
  - 2e prix : Hiroko Shiraishi,  Japon
  - 3e prix : Francisco Araiza,  Mexique
  - 3e prix : Candace Baranowski,  États-Unis

- Duo de piano[33]
  - 1er prix : Anthony & Joseph Paratore (en),  États-Unis
  - 2e prix : Elif et Bedii Aran,  Turquie
  - 3e prix : Marina Horak et Håkon Austbø,  Yougoslavie/ Norvège

- Duo violon-piano[54]
  - 3e prix : Mirosław Ławrynowicz (en) et Krystyna Makowska,  Pologne
  - 3e prix : John et Dorothee Snow,  Royaume-Uni

- Flûte[34]
  - 2e prix : Abbie de Quant (en),  Pays-Bas
  - 2e prix : Roswitha Staege,  Allemagne de l'Ouest
  - 3e prix : Irena Grafenauer,  Yougoslavie

- Trombone[47]
  - 2e prix : Ronald Barron,  États-Unis
  - 2e prix : Branimir Slokar,  Yougoslavie
  - 3e prix : Michel Becquet,  France

### 1973
- Clarinette[42]
  - 3e prix : David Glick,  États-Unis
  - 3e prix : Rainer Schumacher,  Allemagne de l'Ouest

- Cor[32]
  - 2e prix : Johannes Ritzkowsky (de),  Allemagne de l'Ouest
  - 3e prix : Vladimíra Bouchalová,  Tchécoslovaquie
  - 3e prix : Vladislav Grigorov,  Hongrie

- Piano[48]
  - 1er prix : James Tocco (en),  États-Unis
  - 2e prix : Myung Whun Chung,  Corée du Sud
  - 3e prix : Gottfried Hefele,  Allemagne de l'Ouest

- Quatuor à cordes[43]
  - 2e prix : Quatuor Academica,  Roumanie
  - 3e prix : Quatuor Robert Schumann,  Allemagne de l'Ouest
  - 3e prix : Quatuor Wilanów,  Pologne

- Violoncelle[35]
  - 2e prix : Denis Brott,  Canada
  - 2e prix : Jean Deplace,  France
  - 3e prix : Frans Helmerson,  Suède

### 1972
- Chant[36]
  - 1er prix : Robert Holl (en),  Pays-Bas
  - 2e prix : Robert Currier Christesen,  États-Unis
  - 2e prix : Patricia Stasis,  États-Unis
  - 2e prix : Carole Walters,  États-Unis
  - 3e prix : Otoniel Gonzaga (en),  Philippines
  - 3e prix : Edith Guillaume (en),  Danemark

- Hautbois[44]
  - 2e prix : Hansjörg Schellenberger,  Allemagne de l'Ouest
  - 3e prix : Radu Emil Chisu,  Roumanie

- Piano[48]
  - 1er prix : Chen Pi-hsien (en),  Taïwan
  - 3e prix : Roland Keller,  Allemagne de l'Ouest

- Violon[39]
  - 2e prix : Nilla Pierrou,  Suède
  - 3e prix : Ernst Kovacic (de),  Autriche

### 1971
- Alto[40]
  - 1er prix : Vladimir Stopitschev,  Union soviétique
  - 2e prix : Rainer Moog,  Allemagne de l'Ouest
  - 3e prix : Uri Mayer (en),  Israël

- Chant[36]
  - 2e prix : Toshimitsu Kimura,  Japon
  - 2e prix : Gennadi Pinjashin,  Union soviétique
  - 2e prix : Anita Terzian,  États-Unis
  - 2e prix : Patricia Wells,  Royaume-Uni
  - 3e prix : Angelina Ilina,  Union soviétique
  - 3e prix : Jaroslav Stajnc,  Tchécoslovaquie

- Duo violon-piano[54]
  - 1er prix : Levon Chilingirian (en) et Clifford Benson,  Royaume-Uni
  - 2e prix : Isidora Schwarzberg et Boris Petrushansky (en),  Union soviétique
  - 3e prix : Ildikó Bán et Katalin Váradi,  Hongrie

- Orgue[53]
  - 1er prix : Edgar Krapp,  Allemagne de l'Ouest
  - 3e prix : Charles Benbow,  États-Unis
  - 3e prix : Gerhard Weinberger,  Allemagne de l'Ouest

- Piano[48]
  - 2e prix : Marian Migdal,  Pologne
  - 2e prix : Martino Tirimo (en),  Royaume-Uni
  - 3e prix : Carolyn Moran,  États-Unis

- Trompette[50]
  - 2e prix : Janis Marshelle Coffman,  États-Unis
  - 2e prix : Guy Touvron,  France

### 1970
- Chant[36]
  - 2e prix : Esther Casas Coll,  Espagne
  - 2e prix : Ionel Pantea,  Roumanie
  - 2e prix : William Parker,  États-Unis
  - 3e prix : Faye Robinson (en),  États-Unis
  - 3e prix : Yuko Tsuji,  Japon
  - 3e prix : Victor von Halem (en),  Allemagne de l'Ouest

- Clavecin[58]
  - 2e prix : Martha Brickman,  Canada

- Flûte[34]
  - 2e prix : Valentin Zverev,  Union soviétique
  - 3e prix : Lô Angelloz,  France
  - 3e prix : Gunther Pohl (de),  Allemagne de l'Ouest

- Piano[48]
  - 2e prix : André de Groote,  Belgique
  - 2e prix : Akiko Kitagawa,  Japon

- Quatuor à cordes[43]
  - 1er prix : Tokyo String Quartet,  Japon
  - 3e prix : Quatuor Schischlov,  Union soviétique

### 1969
- Chant[36]
  - 2e prix : Shogo Miyahara,  Japon
  - 2e prix : Oriel Sutherland,  Royaume-Uni
  - ? prix : Lauretta Dorsey Young,  États-Unis
  - 3e prix : Ria Bollen (en),  Belgique
  - 3e prix : Michael Litmanov,  Union soviétique

- Cor[32]
  - 1er prix : Norbert Hauptmann,  Allemagne de l'Ouest
  - 3e prix : Zdeněk Tylšar (en),  Tchécoslovaquie
  - 3e prix : Pavel Jevstignejev,  Union soviétique

- Piano[48]
  - 2e prix : Wilfried Kassebaum,  Allemagne de l'Ouest
  - 2e prix : Erika Lux,  Hongrie
  - 3e prix : Piotr Paleczny,  Pologne

- Trio à cordes[59]
  - 2e prix : Sebestyén Trio,  Hongrie

- Trio avec piano[46]
  - 1er prix : Trio Derevjanko,  Union soviétique
  - 2e prix : Trio Bondurjanskij,  Union soviétique
  - 3e prix : Stuttgarter Klaviertrio,  Allemagne de l'Ouest

- Violon[39]
  - 2e prix : Cristiano Rossi,  Italie
  - 2e prix : Masako Yanagita,  Japon
  - 3e prix : Emmy Verhey,  Pays-Bas

### 1968
- Chant[36]
  - 1er prix : Jessye Norman,  États-Unis
  - 1er prix : Michael Schopper,  Allemagne
  - 2e prix : Marco Bakker,  Pays-Bas
  - 2e prix : Reingard Didusch,  Autriche
  - 2e prix : Else Paaske (en),  Danemark

- Clarinette[42]
  - 1er prix : Franklin Cohen,  États-Unis
  - 2e prix : Juraj Hirner,  Tchécoslovaquie
  - 2e prix : Kurt Weber,  Suisse

- Duo violon-piano[54]
  - 2e prix : Rolf Schulte et Taoko Ouchi,  Allemagne de l'Ouest/ Japon
  - 2e prix : Donald Weilerstein (en) et Susan Halligan,  États-Unis
  - 3e prix : Takahiro Muroya et Naoyuki Inoue,  Japon

- Piano[48]
  - 1er prix : Anne Queffélec,  France
  - 3e prix : Mériem Bléger,  France
  - 3e prix : Yuko Fujimura,  Japon

- Violoncelle[35]
  - 2e prix : Valentin Erben,  Autriche
  - 3e prix : Wolfgang Mehlhorn,  Allemagne de l'Ouest
  - 3e prix : Geneviève Teulières,  France

### 1967
- Alto[40]
  - 2e prix : Nobuko Imai,  Japon
  - 2e prix : Michail Tolpygo,  Union soviétique
  - 2e prix : Vjačeslav Trušin,  Union soviétique

- Duo violoncelle et piano[55]
  - 1er prix : Natalia Gutman et Alexeï Nassedkine (en),  Union soviétique
  - 2e prix : Claus Kanngießer et Justus Frantz,  Allemagne de l'Ouest
  - 3e prix : Ko et Shuku Iwasaki,  Japon

- Chant[36]
  - 1er prix : Knut Skram (en),  Norvège
  - 2e prix : József Dene,  Hongrie
  - 2e prix : Jadwiga Gadulanka,  Pologne
  - 3e prix : Joan Carden (en),  Australie
  - 3e prix : John West,  États-Unis

- Hautbois[44]
  - 1er prix : Maurice Bourgue,  France
  - 3e prix : Anatolji Ljubimov,  Union soviétique
  - 3e prix : Otto Winter,  Allemagne de l'Ouest

- Piano[48]
  - 2e prix : Elena Tatulian,  Union soviétique
  - 3e prix : Anthony Goldstone,  Royaume-Uni
  - 3e prix : Valerij Kastelskij,  Union soviétique

### 1966
- Chant[36]
  - 1er prix : Ileana Cotrubaș,  Roumanie
  - 1er prix : Denis Korolev (de),  Union soviétique
  - 2e prix : Siegmund Nimsgern,  Allemagne de l'Ouest
  - 3e prix : Lilleba Lund (en),  Norvège
  - 3e prix : Uta Schwappach,  Allemagne de l'Ouest
  - 3e prix : Georgij Selezner,  Union soviétique

- Orgue[53]
  - 2e prix : Cherry Rhodes,  États-Unis
  - 3e prix : Daniel Roth,  France
  - 3e prix : Günther Kaunzinger (en),  Allemagne de l'Ouest

- Piano[48]
  - 1er prix : Claude Savard,  France
  - 3e prix : Mitsuko Uchida,  Japon

- Quintette à vent[49]
  - 1er prix : Bläserquintett des Akademischen Kirov Theaters,  Union soviétique
  - 2e prix : Akademisches Bläserquintett Prag,  Tchécoslovaquie
  - 3e prix : Bläserquintett der Deutschen Oper Berlin,  Allemagne de l'Ouest

- Violon[39]
  - 1er prix : Konstanty Andrzej Kulka (en),  Pologne
  - 2e prix : Izabella Petrosian,  Union soviétique
  - 3e prix : Jurij Mazurkevič,  Union soviétique

### 1965
- Basson[41]
  - 3e prix : Klaus Thunemann,  Allemagne de l'Ouest
- Chant[36]
  - 1er prix : Antonio Blancas-Laplaza,  Espagne
  - 1er prix : Althea Bridges (de),  Australie
  - 2e prix : Romano Emili,  Italie
  - 2e prix : Teresa Wojtaszek-Kubiak (en),  Pologne
  - 3e prix : Simon Estes (en),  États-Unis
  - 3e prix : Barbara Rondelli,  États-Unis
- Lecture à vue au piano[60]
  - 2e prix : Frank Maus,  Allemagne de l'Ouest
  - 2e prix : Lucia Negro,  Italie
  - 3e prix : Waldemar Strecke,  Allemagne de l'Ouest
- Piano[48]
  - 1er prix : Judith Burganger (en),  États-Unis
  - 3e prix : Dag Achatz (en),  Suède
  - 3e prix : Hanae Nakajima,  Japon
- Quatuor à cordes[43]
  - 1er prix : Quatuor Dimov,  Bulgarie
  - 2e prix : Quatuor Bernède,  France
  - 3e prix : University of Southern California String Quartet,  États-Unis
- Trombone[47]
  - 2e prix : Jean-Pierre Mathieu,  France
  - 2e prix : Zdeněk Pulec,  Tchécoslovaquie

### 1964
- Chant[36]
  - 2e prix : Günter Missenhardt,  Allemagne de l'Ouest
  - 2e prix : Endre Ütö,  Hongrie
  - 2e prix : Nobuko Yamamoto,  Japon
  - 3e prix : Eva Andor,  Hongrie
  - 3e prix : Ljiljana Molnar,  Yougoslavie
  - prix spécial « concert » : Max van Egmond,  Pays-Bas
  - prix spécial « lied » : Bruce Abel (en),  États-Unis

- Clavecin[58]
  - 2e prix : William Read,  États-Unis
  - 3e prix : Gottfried Bach,  Allemagne de l'Ouest
  - 3e prix : Jörg Ewald Dähler,  Suisse
- Cor[32]
  - 1er prix : Hermann Baumann,  Allemagne de l'Ouest
  - 3e prix : Ferenc Tarjáni,  Hongrie
  - 3e prix : Jaroslav Kotulan,  Tchécoslovaquie

- Duo de piano[33]
  - 2e prix : Duo Azaïs/Billard (Julien Azaïs et Marie-José Billard),  France
  - 2e prix : Joanne et Joyce Weintraub,  États-Unis

- Flûte[34]
  - 2e prix : Michel Debost,  France
  - 2e prix : Paula Robison (en),  États-Unis
  - 3e prix : Sylvia Navarro,  Uruguay

### 1963
- Chant[36]
  - 1er prix : Jules Bastin,  Belgique
  - 1er prix : Veronica Tyler,  États-Unis
  - 2e prix : Andreas Saciuk,  Pologne
  - 3e prix : Julijana Anastasijević,  Yougoslavie
  - 3e prix : Jens Flottau,  Allemagne de l'Ouest

- Duo violon-piano[54]
  - 1er prix : Clara Bonaldi et Sylvaine Billier,  France
  - 2e prix : Gerhard Hetzel et Ramón Walter,  Allemagne de l'Ouest/ Suisse
  - 3e prix : Andrew Dawes (en) et Marylou Kolbinson,  Canada

- Lecture à vue au piano[60]
  - 1er prix : Karl Bergemann,  Allemagne de l'Ouest
  - 2e prix : Solange Robin-Chiapparin,  France
  - 3e prix : Sylvaine Billier,  France

- Piano[48]
  - 2e prix : Edith Fischer,  Suisse
  - 2e prix : Evelyne Flauw,  France
  - 3e prix : Dolores Holtz,  États-Unis

- Trompette[50]
  - 1er prix : Maurice André,  France
  - 3e prix : Francis Hardy,  France

- Violoncelle[35]
  - 2e prix : Werner Eugster,  Suisse
  - 2e prix : Tsuyoshi Tsutsumi,  Japon
  - 3e prix : Raphael Sommer,  Israël

### 1962
- Alto[40]
  - 2e prix : Attila Bálogh,  Hongrie/ Allemagne de l'Ouest
  - 3e prix : Hermann Voss (en),  Allemagne de l'Ouest

- Chant[36]
  - 1er prix : Delfina Ambroziak,  Pologne
  - 1er prix : Kenneth John Bowen (en),  Royaume-Uni
  - 2e prix : Franco Bordoni,  Italie
  - 3e prix : Elda Cervo,  Italie
  - 3e prix : József Dene,  Hongrie
  - 3e prix : Georg Pappas,  Grèce

- Clarinette[42]
  - 2e prix : Karl Leister,  Allemagne de l'Ouest

- Orgue[53]
  - 1er prix : Wolfgang Sebastian Meyer,  Allemagne de l'Ouest
  - 2e prix : François Desbaillet,  Suisse
  - 3e prix : Mireille Lagacé,  Canada

- Piano[48]
  - 2e prix : Christoph Eschenbach,  Allemagne de l'Ouest
  - 3e prix : Lis Smed Christensen,  Danemark
  - 3e prix : Milena Mollowa,  Bulgarie

### 1961
- Chant[36]
  - 1er prix : George Fortune (de),  États-Unis
  - 2e prix : Alpha Brawner,  États-Unis
  - 2e prix : Floretta Volovini,  Grèce
  - 3e prix : Julianna Falk,  Autriche
  - 3e prix : Roland Hermann (en),  Allemagne de l'Ouest
  - 3e prix : Benjamin Luxon (en),  Royaume-Uni

- Hautbois[44]
  - 1er prix : Heinz Holliger,  Suisse
  - 2e prix : André Lardrot,  France
  - 3e prix : Maurice Bourgue,  France

- Piano[48]
  - 2e prix : Pavica Gvozdić,  Yougoslavie
  - 3e prix : Alexandra Ablewicz,  Pologne
  - 3e prix : Maureen Beeken,  Royaume-Uni

- Trio à cordes[59]
  - 2e prix : Hidi Trio,  Hongrie
  - 2e prix : Szász Trio,  Hongrie
  - 3e prix : Biffoli-Trio,  Italie

- Trio avec piano[46]
  - 1er prix : Junges Wiener Trio,  Autriche

- Violon[39]
  - 2e prix : Tomiko Shida,  Japon
  - 2e prix : Yossi Zivoni (en),  Israël
  - 3e prix : Gerhard Hetzel,  Allemagne de l'Ouest

### 1960
- Chant[36]
  - 1er prix : Ivan Rebroff,  Allemagne de l'Ouest
  - 2e prix : Annabelle Bernard,  États-Unis
  - 2e prix : Raymond Michalski (en),  États-Unis
  - 3e prix : Robert Hoyem,  États-Unis
  - 3e prix : Božena Lewgowd,  Pologne
  - 3e prix : Teresa Żylis-Gara,  Pologne
  - 4e prix : Thomas Carey (en),  États-Unis

- Cor[32]
  - 2e prix : Josef Brazda,  Tchécoslovaquie
  - 2e prix : Peter Damm,  Allemagne de l'Est
  - 3e prix : Jaroslav Kotulan,  Tchécoslovaquie
  - 3e prix : Hans Helfried Richter,  Allemagne de l'Ouest

- Duo violon-piano[54]
  - 2e prix : Albert Kocsis et Zsuzsanna Szabó,  Hongrie
  - 3e prix : Joseph (en) et Arlene Pach,  Canada

- Flûte[34]
  - 1er prix : Paul Meisen,  Allemagne de l'Ouest
  - 2e prix : Michel Debost,  France
  - 2e prix : Hirohiko Kato,  Japon

- Piano[48]
  - 2e prix : Thérèse Castaing,  France
  - 3e prix : Evelyn Ursat,  France
  - 4e prix : Yoko Kono,  Japon

### 1959
- Chant[36]
  - 2e prix : Brian Hansford,  Australie
  - 2e prix : Jindřich Jindrák,  Tchécoslovaquie
  - 2e prix : Lois Laverty,  États-Unis
  - 2e prix : Mary Wells,  Royaume-Uni

- Orgue[53]
  - 1er prix : Hedwig Bilgram,  Allemagne de l'Ouest
  - 2e prix : Lionel Rogg,  Suisse

- Piano[48]
  - 1er prix : Friedrich Wilhelm Schnurr,  Allemagne de l'Ouest
  - 2e prix : Gernot Kahl,  Allemagne de l'Ouest
  - 2e prix : Norman Shetler,  États-Unis

- Quatuor à cordes[43]
  - 2e prix : Quatuor Weiner,  Hongrie
  - 2e prix : Quatuor Weller,  Autriche

### 1958
- Basson[41]
  - 2e prix : Gábor Janota,  Hongrie
  - 2e prix : Richard Popp,  Allemagne de l'Ouest

- Chant[36]
  - 2e prix : Demeter Marczis,  Hongrie
  - 2e prix : Jacques Villisech (en),  France

- Clavecin[58]
  - 1er prix : Vera Schwarz,  Autriche

- Duo violoncelle et piano[55]
  - 1er prix : Cordelia et Eleonore Wikarsky,  Allemagne de l'Est
  - 2e prix : Wolfgang Boettcher (en) et Ursula Trede,  Allemagne de l'Ouest

- Piano[48]
  - 1er prix : Hans Eckart Besch,  Allemagne de l'Ouest
  - 2e prix : Michael Ponti,  États-Unis
  - 2e prix : Dieter Weber,  Autriche

- Trompette[50]
  - 2e prix : Werner Roelstraete,  Belgique

- Violon[39]
  - 2e prix : Oscar Yatco (en),  Philippines

### 1957
- Chant[36]
  - 1er prix : Jadwiga Romanska,  Pologne
  - 2e prix : Julianna Falk,  Hongrie
  - 2e prix : Marie-Thérèse Freymann,  France

- Clarinette[42]
  - 1er prix : Edmond Boulanger,  France
  - 2e prix : Karl Leister,  Allemagne de l'Ouest

- Duo violon-piano[54]
  - 1er prix : György Pauk et Peter Frankl,  Hongrie
  - 2e prix : Thomas Brandis (en) et Robert Henry,  Allemagne de l'Ouest/ États-Unis

- Hautbois[44]
  - 2e prix : László Bohr,  Hongrie
  - 2e prix : Peter Fuchs,  Suisse

- Orgue[53]
  - 1er prix : Franz Lehrndorfer (en),  Allemagne de l'Ouest
  - 2e prix : Viktor Lukas,  Allemagne de l'Ouest

- Piano[48]
  - 1er prix : Thérèse Dussaut,  France
  - 2e prix : Sumiko Inouchi,  Japon

- Violoncelle[35]
  - 1er prix : Georg Donderer,  Allemagne de l'Ouest
  - 2e prix : Leslie Parnas (en),  États-Unis

### 1956
- Chant[36]
  - Preisträger : Wilhelm Schäfe,  Allemagne de l'Ouest
  - Preisträger : Elizabeth Wrancher,  États-Unis

- Cor[32]
  - Preisträger : Gerd Seifert,  Allemagne de l'Ouest

- Duo violon-piano[54]
  - Preisträger : Alan Grishman et Joel Ryce (en),  États-Unis

- Piano[48]
  - Preisträger : Robert Alexander Bohnke,  Allemagne de l'Ouest
  - Preisträger : James Mathis,  États-Unis
  - Preisträger : Eduard Mrazek,  Autriche

- Violon[39]
  - Preisträger : Edith Peinemann (en),  Allemagne de l'Ouest
  - Preisträger : Tessa Robbins,  Royaume-Uni

### 1955
- Chant[36]
  - Preisträger : Johannes Wilbrink,  Pays-Bas

- Duo de piano[33]
  - Preisträger : Kurt Bauer et Heidi Bung,  Allemagne de l'Ouest
  - Preisträger : Aloys et Alfons Kontarsky,  Allemagne de l'Ouest

- Duo violon-piano[54]
  - Preisträger : Renato Giangrandi et Arlette Eggmann,  Italie

### 1954
- Basson[41]
  - Preisträger : André Rabot,  France
  - Preisträger : Gérard Tantôt,  France

- Chant[36]
  - Preisträger : Margit Kobeck (de),  Allemagne de l'Ouest
  - Preisträger : Svetka Soucek-Ahlin,  Yougoslavie

- Clarinette[42]
  - Preisträger : Norbert Bourdon,  France

- Hautbois[44]
  - Preisträger : Gaston Maugras,  France

- Piano[48]
  - Preisträger : Ingrid Haebler,  Autriche
  - Preisträger : Fernande Kaeser,  Suisse

### 1953
- Duo violon-piano[54]
  - Preisträger : Ronald Woodcock et Lamar Crowson (en),  Australie/ États-Unis
- Flûte[34]
  - Preisträger : Peter-Lukas Graf,  Suisse
  - Preisträger : Konrad Hampe,  Allemagne de l'Ouest
- Piano[48]
  - Preisträger : Alexander Sellier,  Allemagne de l'Ouest
  - Preisträger : Edouard Vercelli,  Argentine
- Violon[39]
  - Preisträger : Igor Ozim,  Yougoslavie

### 1952
- Piano[48]
  - Preisträger : Kurt Bauer,  Allemagne de l'Ouest
  - Preisträger : Alberto Colombo,  Italie
  - Preisträger : Laurence Davis,  Australie
  - Preisträger : Peter Wallfisch (en),  Israël